# Merletto di Pago
Il merletto di Pago  (in croato Paška čipka) è un tipo di merletto che si produce nella città croata di Pago (isola di Pago), che dispone di campioni di eccezionale bellezza, qualità e lavorazione, nonché secolare tradizione artigianale. Un tratto distintivo del merletto di Pago è che tempo fa non esistevano modelli o progetti per la sua realizzazione, ma che il modo di fare un modello veniva tramandato di generazione in generazione, di madre in figlia attraverso il passaparola ed il lavoro pratico. Questo pizzo è una trina ad ago e il disegno è tradizionalmente geometrico.

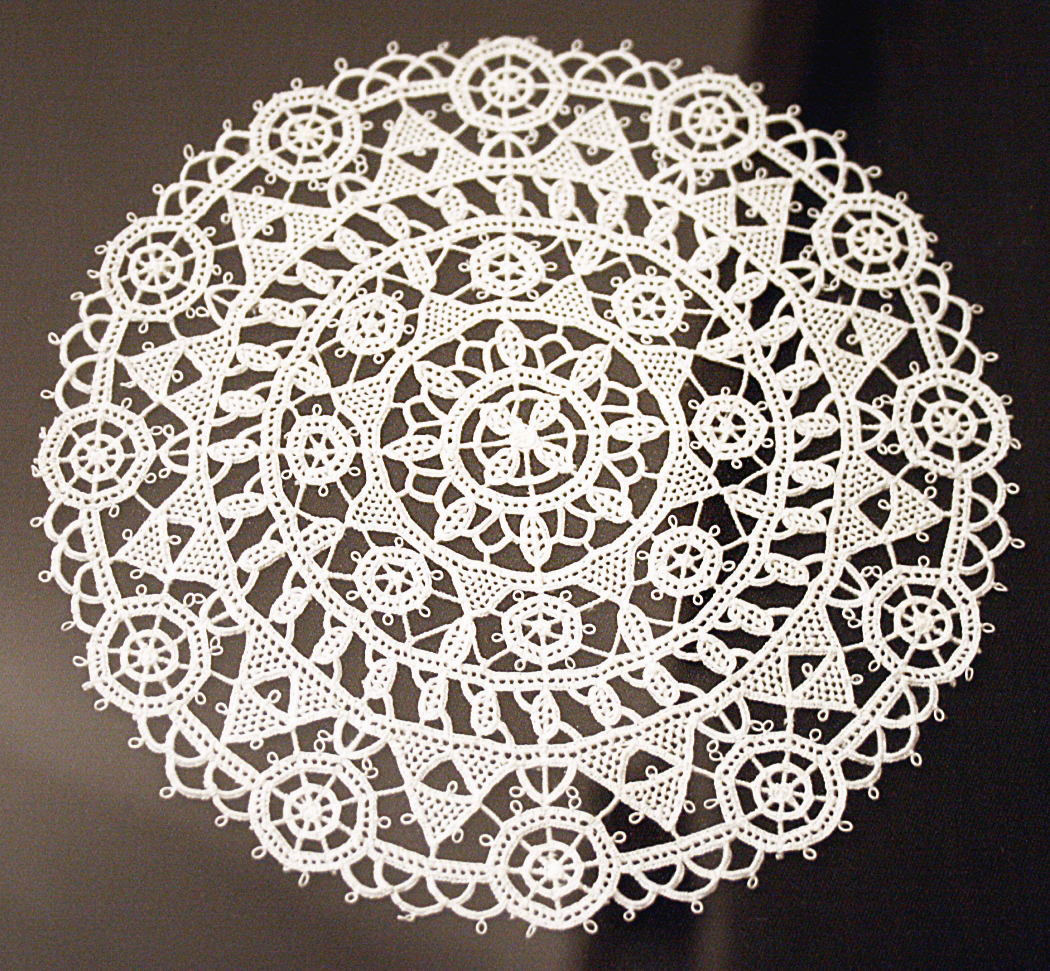
Un esempio di merletto paghesano

## Storia del merletto paghesano
La lavorazione del merletto di Pago risale al XV secolo, originariamente con esso venivano confezionati paramenti liturgici, la lavorazione si svolgeva presso il monastero di benedettine che da oltre un secolo e mezzo raccolgono e custodiscono una collezione di merletti proclamata bene culturale dal Ministero di Cultura della Repubblica di Croazia.
Questo tipo di merletto fu presentato per la prima volta ufficialmente in una mostra nel 1880, e dal 1906 al 1943. Il merletto di Pago è esposto in numerose mostre in tutto il mondo: Londra, New York, Budapest, Belgrado, Vienna, Milano, Praga e all'Expo 1937. Ha ricevuto una medaglia d'oro come un artigianato di grande valore.
Nel 2009 è stato iscritto dall'UNESCO nella Lista rappresentativa del patrimonio culturale immateriale dell'umanità.